# George Chrystal
George Chrystal (8 mars 1851 - 3 novembre 1911) est un mathématicien écossais . Il est principalement connu pour ses livres sur l'algèbre et ses études sur les seiches (modèles de vagues dans les grandes étendues d'eau intérieures) qui lui valent une médaille d'or de la Royal Society qui est confirmée peu de temps après sa mort .

## Biographie
Il est né à Oldmeldrum le 8 mars 1851, fils de Margaret Burr et de William Chrystal, un riche fermier et marchand de céréales .
Il fait ses études à la Aberdeen Grammar School et à l'Université d'Aberdeen. En 1872, il déménage pour étudier sous James Clerk Maxwell à Peterhouse, Cambridge. Il obtient son diplôme de Second Wrangler en 1875, conjointement avec William Burnside, et est élu membre de Corpus Christi . Il est nommé à la chaire Regius de mathématiques à l'Université de St Andrews en 1877, puis en 1879 à la chaire de mathématiques à l'Université d'Édimbourg. En 1911, il reçoit la Médaille royale de la Royal Society pour ses recherches sur les oscillations de surface des lochs écossais.
Il contribue à la rédaction de la loi de 1889 sur les universités (Écosse) et est l'un des fondateurs de la Société mathématique d'Édimbourg.
Il est élu membre de la Royal Society of Edinburgh en 1880, avec comme proposant James Clerk Maxwell. Il reçoit la médaille Keith de la Société pour 1879-1881 et leur prix Gunning Victoria Jubilee pour la période 1904–1908. Il est vice-président de la Société de 1895 à 1901 et secrétaire général de 1901 à 1911 . On lui attribue l'instigation du déménagement de la Société du Mound à George Street ,.
Il reçoit des doctorats honorifiques (LLD) de l'Université d'Aberdeen en 1887 et de l'Université de Glasgow en 1911.
Le mathématicien Alexander G. Burgess suit sa formation .
Il tombe malade en 1909 et cela s'aggrave au début de 1911, amenant l'Université à lui accorder un congé à partir d'avril de la même année. Il meurt le 3 novembre 1911  au 5 Belgrave Crescent à Édimbourg. Il est enterré dans le cimetière de Foveran dans l'Aberdeenshire.

## Famille

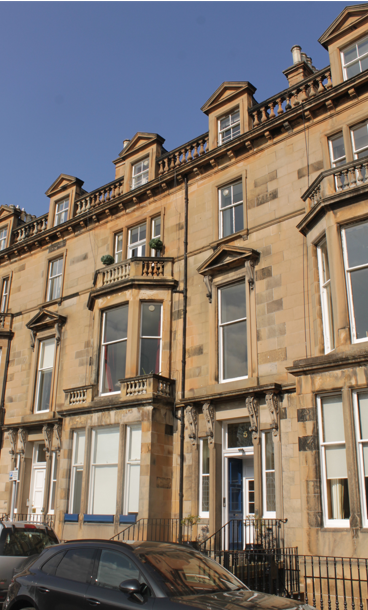
5 Belgrave Crescent, Édimbourg

Il épouse Margaret Anne Balfour (1851-1903) en 1879. Elle est décédée avant lui et est enterrée dans l'extension nord de l'époque victorienne du cimetière Dean avec leur fils Walter MacDonald Chrystal, décédé en bas âge. Ils ont quatre fils et deux filles.